# 越析州
越析州，中国古代的州。
隋朝开皇初年，以越析诏地置，治所在今云南省宾川县北。以越析诏王世袭越析州刺史。唐朝时，属姚州都督府管辖。南诏时废。